# Zemplínský hrad
Zemplínský hrad je zaniklý hrad v Zemplíně, v okrese Trebišov. Leží na návrší nad obcí Zemplín. Tvoří ho v současnosti už jen zbytky základů středověkého hradu.
Na rovině vytvořené řekou Bodrog stálo původně slovanské hradiště. Na místě tohoto opevnění byl později postaven hrad, který byl sídlem Zemplínské župy. Hrad je písemně doložen roku 1214. Význam hradu byl příčinou, že i obec, na jejímž území byl hrad postaven, odvodila název od hradu a byla povýšena na město v roce 1426.
Do dnešních dnů se zachovaly pouze nepatrné zbytky, které splývají s okolním terénem a jsou zarostlé náletovou vegetací.